# ジェリー・パリッシュ
ジェリー・ウェイン・パリッシュ(英語: Jerry Wayne Parrish、1944年3月10日 - 1998年8月25日。朝鮮名はキム・ユイルで知られる）は、朝鮮戦争後に北朝鮮に亡命した6人のアメリカ兵のうちの1人。アメリカ陸軍の伍長（特技官）であった。

## 人物・略歴
彼はケンタッキー州モーガンフィールドで生まれ、アメリカ陸軍伍長として韓国（在韓米軍）に派遣された。1960年代以降、4人の米兵が北朝鮮に亡命した。ラリー・アブシャー上等兵は1962年5月、非武装地帯（DMZ）を越えて北朝鮮に入り、そこで逮捕された最初の脱走兵となった。つづいてジェームズ・ドレスノク二等兵、パリッシュ、チャールズ・ジェンキンス軍曹が軍事境界線を越えた 。パリッシュが非武装地帯を越えたのは1963年12月のことで、まだ19歳であった。ジェンキンスの自伝"Reluctant Communist"や『告白』によれば、彼の亡命の理由は「個人的なものであり、もし彼が家に帰ったら義父が彼を殺してしまうだろうという以外は、その件についてあまり詳しく述べなかった」という。当初4人は、寺洞区域で同居し、1965年年6月には万景台区域に移り、1967年秋には太陽里、1969年には貨泉の家に移らされた。
1972年6月30日、他の3人の脱走者とともに彼に北朝鮮の市民権が与えられた。4人の米国脱走兵はばらばらになり、ジェンキンスとドレスノクは勝湖区域立石里、パリッシュとアブシャーは数キロメートル離れたところに家と料理人が与えられた。1978年、彼はレバノン人女性のシハーム・シュライテフと結婚した。ジェンキンスは自伝の中で、シハームと他の3人の若いレバノン人女性は騙されて北朝鮮に連れてこられた（レバノン人女性拉致事件）が、そのうちの1人は、レバノン政府の有力者を両親に持っていたので、4人ともいったんはレバノンに帰されたと記録した。正確には、2人はユーゴスラビアのベオグラードで脱出に成功し、シハームを含む残る2人も帰されたのである。ただし、シハームだけはイスラム教徒で、彼女だけはすでに妊娠していたので、イスラームの教義にしたがい彼女の家族は彼女を北朝鮮に送り返したという。
パリッシュとシハームは3人の息子をもうけた。1980年4月生まれのナヒ、1981年8月生まれのマイケル、1986年春に生まれたリッキーである。1984年11月、立石里に米国人用のアパートが完成し、4世帯がそこに入居した。ドレスノクとドイナ・ブンベアの夫婦、ジェンキンスと曽我ひとみの夫婦も同じころ子どもができていたので、アパートはさながら幼稚園の様相を呈していた。アブシャーの未亡人となったタイ人のアノーチャ・パンジョイの棟の1室が幼児教育の場となり、アノーチャが子どもたちのおばさんのような役回りとなった。3家族の子どもたちはみな仲良しだった。
彼らは主体思想を学ばせられ、北朝鮮のプロパガンダ映画の俳優になることを余儀なくされている。『名もなき英雄（"Unsung Heroes"）』では、ジェリー・パリッシュが北アイルランド出身のイギリス軍将校「ルイス・ロンドン中尉」として潜入する北朝鮮工作員の役を演じ、まるで本物の同胞のような有名人となった。『名もなき英雄』は実在の女スパイ李善実をモデルとする20巻の長編映画で、北朝鮮では繰り返し上映される人気の高い作品である。この映画で米国人たちはだいたい敵役を演じたのだが、「ルイス・ロンドン中尉」は最後には英軍を裏切って北朝鮮の大義に味方する準主役だったので、彼は、一般の人たちによって本当の共産主義者の英雄であるかのように持ち上げられた。配役などを示さないのが北朝鮮映画の特徴の一つだったが、ルイス・ロンドン中尉には右頬に「できもの」があった。1983年撮影というパリッシュの写真の右頬にも同じ「できもの」があり、映画撮影も1983年であった。確認のため高世仁はアメリカに取材陣を送ったが、両親はすでに他界していた。叔母と従兄弟がパリッシュの若いころの写真とキム・ユイルの写真を照合したところ、果たして同一人物であった。一生変化しないといわれる耳の形も一致した。こうして、ジェンキンスの詳細な証言の前にジェリー・パリッシュとシハーム・シュライテフが北朝鮮で結婚し、パリッシュが映画出演していたことが確認されたのである。
妻シハーム・シュライテフは映画『青い目の平壌市民（原題:"Crossing the Line"）』に出演し、誘拐されて北朝鮮に行かざるを得なくなった事情を強く否定し、彼女は自らの選択でそこにいるのだと語った。映画によれば、パリッシュは腎臓障害のため1998年8月に死亡した。ジェンキンスによれば、パリッシュは北朝鮮に渡る前から腎臓結石に悩まされており、それ以来、何度も腎臓が炎症を起こしていた。1998年の8月上旬に入院したが、いったん退院した。退院時にジェンキンスはパリッシュは長くもたないと告げられたという。容体が悪化して8月17日以降、再び入院し、25日病院で亡くなった。パリッシュの遺体は、1983年に亡くなったアブシャーの墓の横に埋葬された。シハームとその子供たちは今も北朝鮮で生活している。